# Шапел Глен
Шапел Глен (фр. Chapelle-Glain) насеље је и општина у западној Француској у региону Лоара, у департману Атлантска Лоара која припада префектури Шатобријан.
По подацима из 2011. године у општини је живело 824 становника, а густина насељености је износила 23,88 становника/km². Општина се простире на површини од 34,5 km². Налази се на средњој надморској висини од 63 метара (максималној 99 m, а минималној 46 m).

## Демографија
| 1962. | 1968. | 1975. | 1982. | 1990. | 1999. | 2011. |
| ----- | ----- | ----- | ----- | ----- | ----- | ----- |
| 1.211 | 1.097 | 898   | 838   | 808   | 761   | 824   |

График промене броја становника у току последњих година